# 于斯林根-布赫

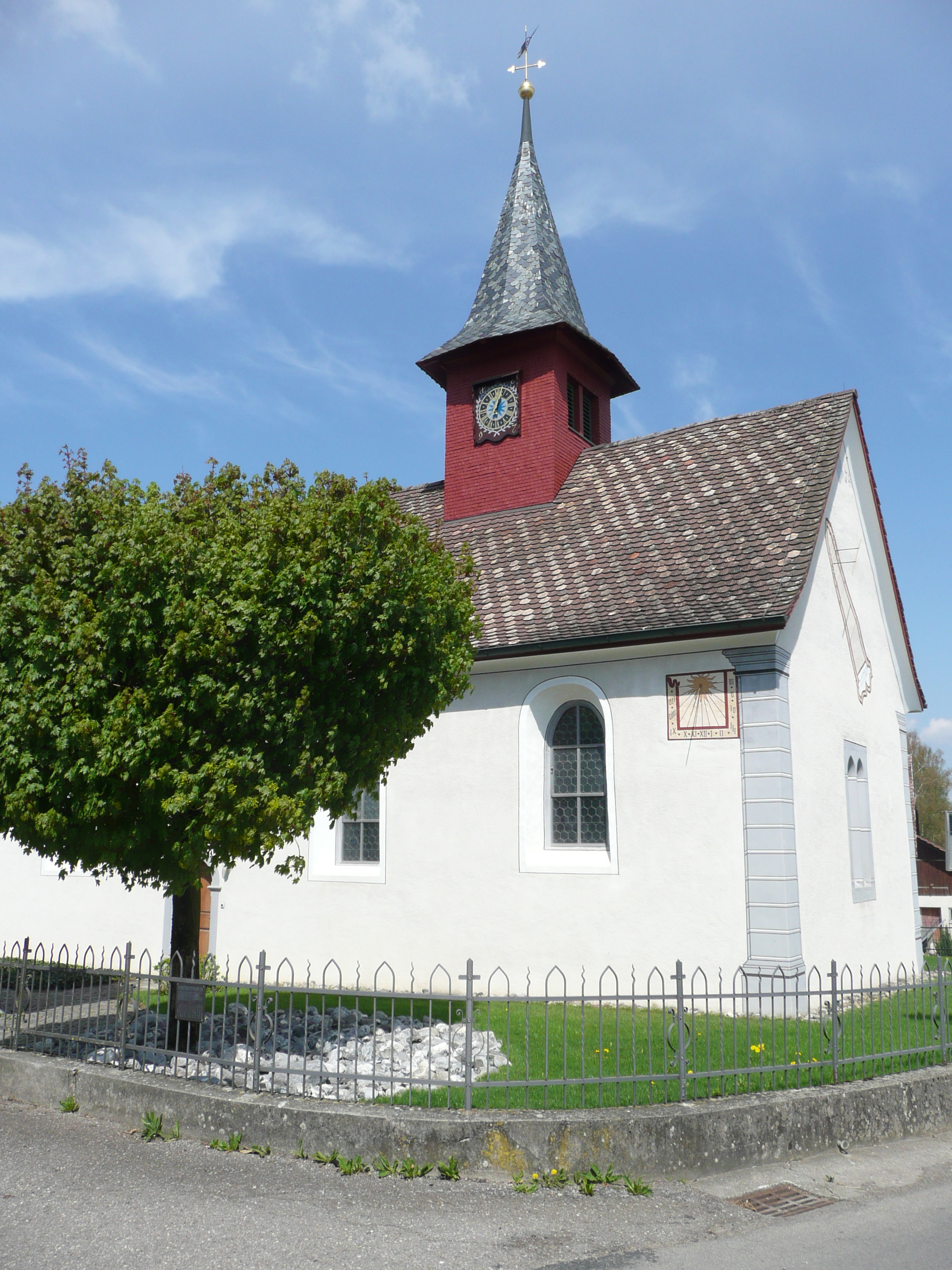

于斯林根-布赫是瑞士的城鎮，位於該國東北部，由圖爾高州負責管轄，面積14.01平方公里，海拔高度465米，2012年人口1,066，五成半人口信奉基督教，人口密度每平方公里76人。